# Noi Abramowitsch Trozki

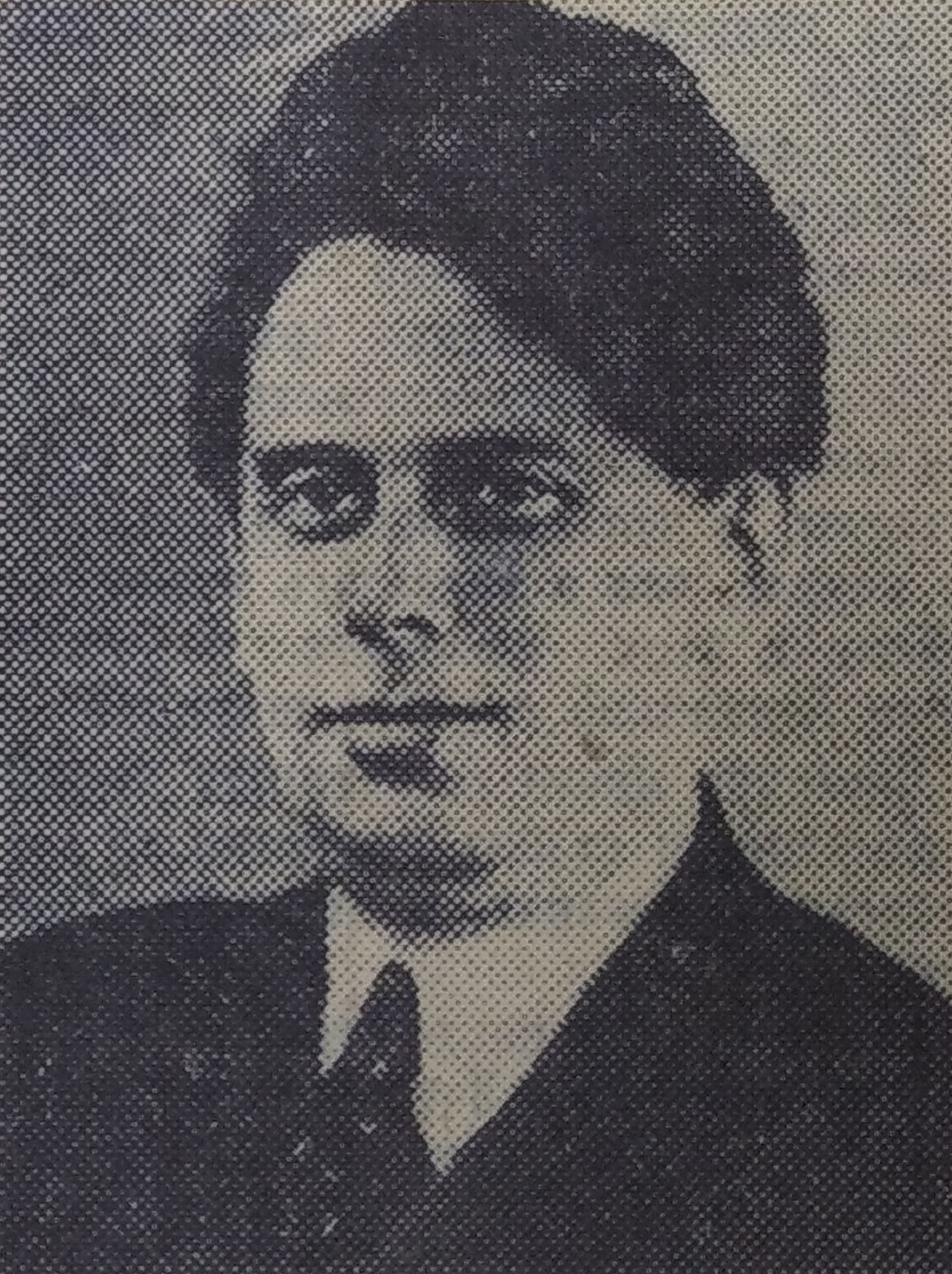
Noi Trozki (um 1930/37)

Noi Abramowitsch Trozki (russisch Ной Абрамович Троцкий; wiss. Transliteration Noj Abramovič Trockij;* 15. Märzjul. / 27. März 1895greg. in Sankt Petersburg; † 19. November 1940 in Leningrad) war ein russisch-sowjetischer Architekt.

## Leben
Noi Trozki wurde am 15. März 1895 in Sankt Petersburg geboren. Sein Vater war Schriftsetzer. Trozki nahm Kunststunden bei dem bekannten Maler Nikolai Rerich. Ab 1913 besuchte er die Akademie der Künste, an der er nach einigen Unterbrechungen seines Studiums 1921 dieses abschloss. Unter seinen Lehrern an der Akademie war u. a. der Architekt Iwan Fomin. 1923 wurde Trozki mit 28 Jahren Professor an der Akademie der Künste. Er starb am 19. November 1940 in seiner Heimatstadt.

## Tätigkeit als Architekt in Leningrad
Noi Trozki war sowohl ein Vertreter des Konstruktivismus, der zunächst als offizieller Kunststil der Russischen Revolution galt, projektierte aber später auch Objekte im Stil des Sozialistischen Realismus. Ein Beispiel für seine Tätigkeit als Architekt des Konstruktivismus ist das Verwaltungsgebäude des Kirowski Rajon (ein Stadtteil von Leningrad), das in den Jahren 1930–35 entstand. Nur wenig später, 1936–41, wurde nach seinen Plänen das Ensemble des Moskauer Platzes im Süden Leningrads im Stil des Sozialistischen Realismus bzw. Sozialistischen Klassizismus gebaut. Das gewaltige Haus der Sowjets (russisch Дом Советов) nimmt eine Fläche von insgesamt etwa 52 600 m² ein. Seine Fassade ähnelt mit seinen klassizistischen Säulen den Verwaltungsgebäuden vieler Städte der ehemaligen Sowjetunion, ist jedoch seiner Dimension nach einmalig. Auch ist das Vorbild der Deutschen Botschaft von Peter Behrens benutzt, ohne jedoch dessen Weg einer radikalen Formreduktion zu folgen.

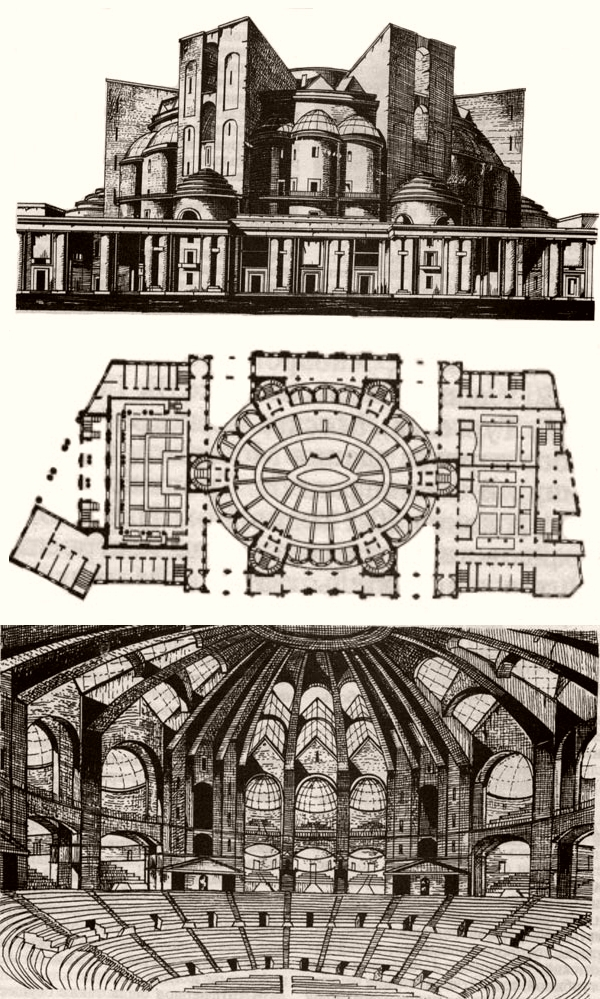
Palast der Arbeit auf den Moskauer Leninbergen (1923, nicht realisiert)
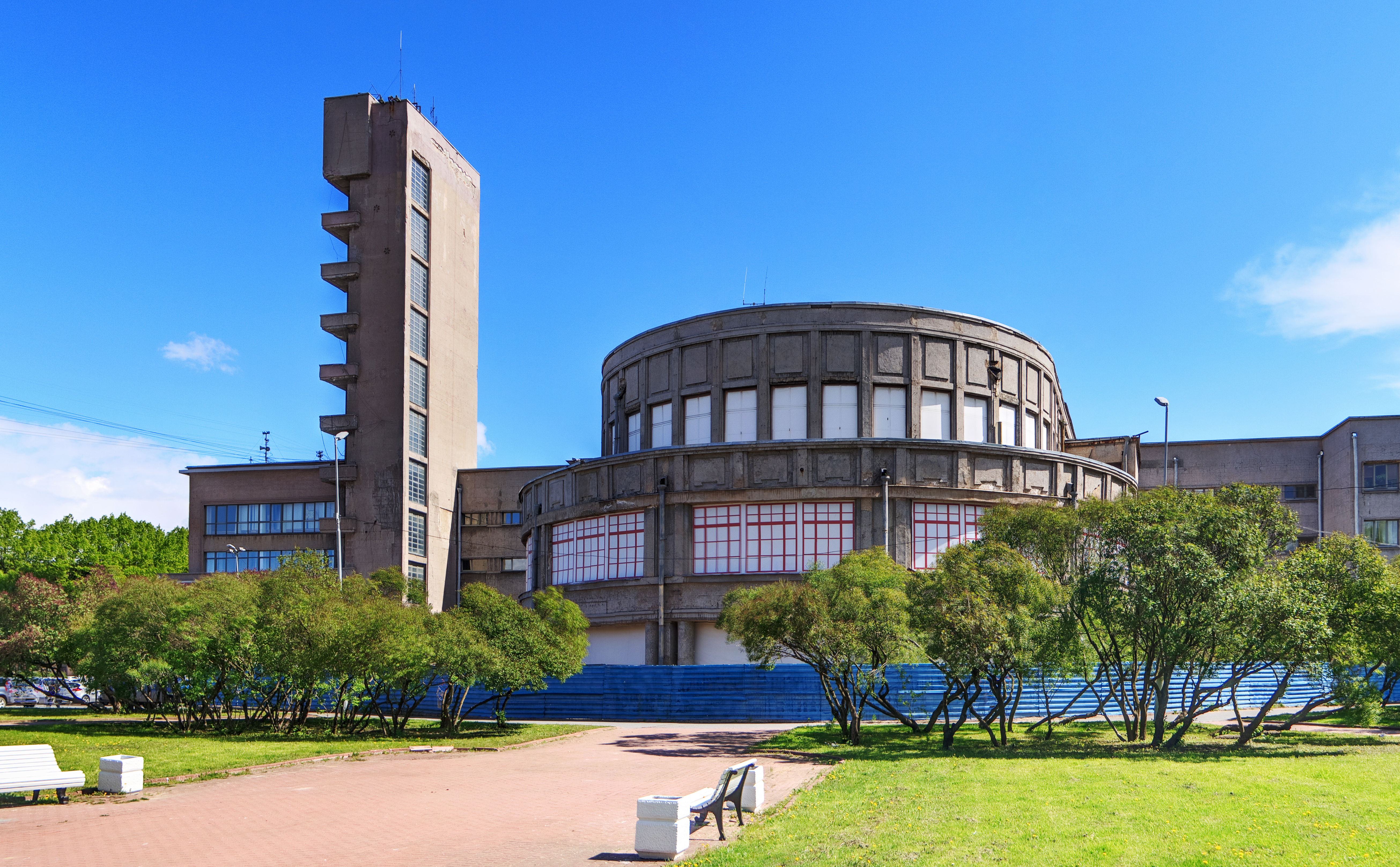
Rajon-Kirow-Verwaltungsgebäude (1930–1935), St. Petersburg
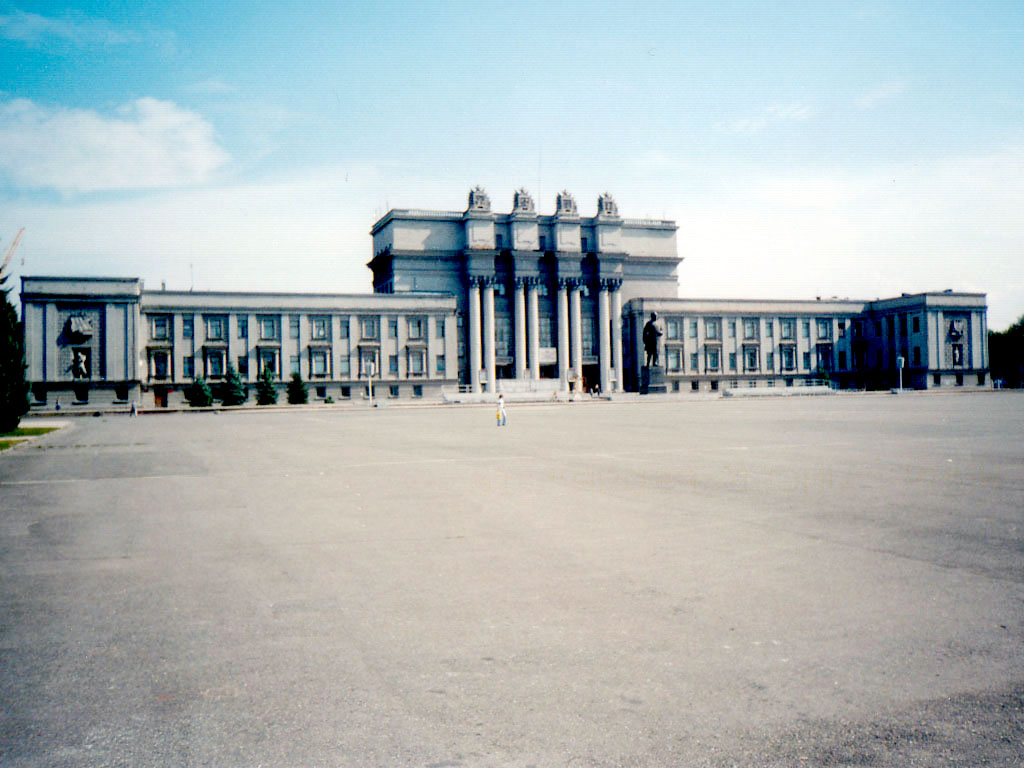
Oper- und Ballett-Theater Samara (1936–1938 mit T. D. Katzenellenbogen)
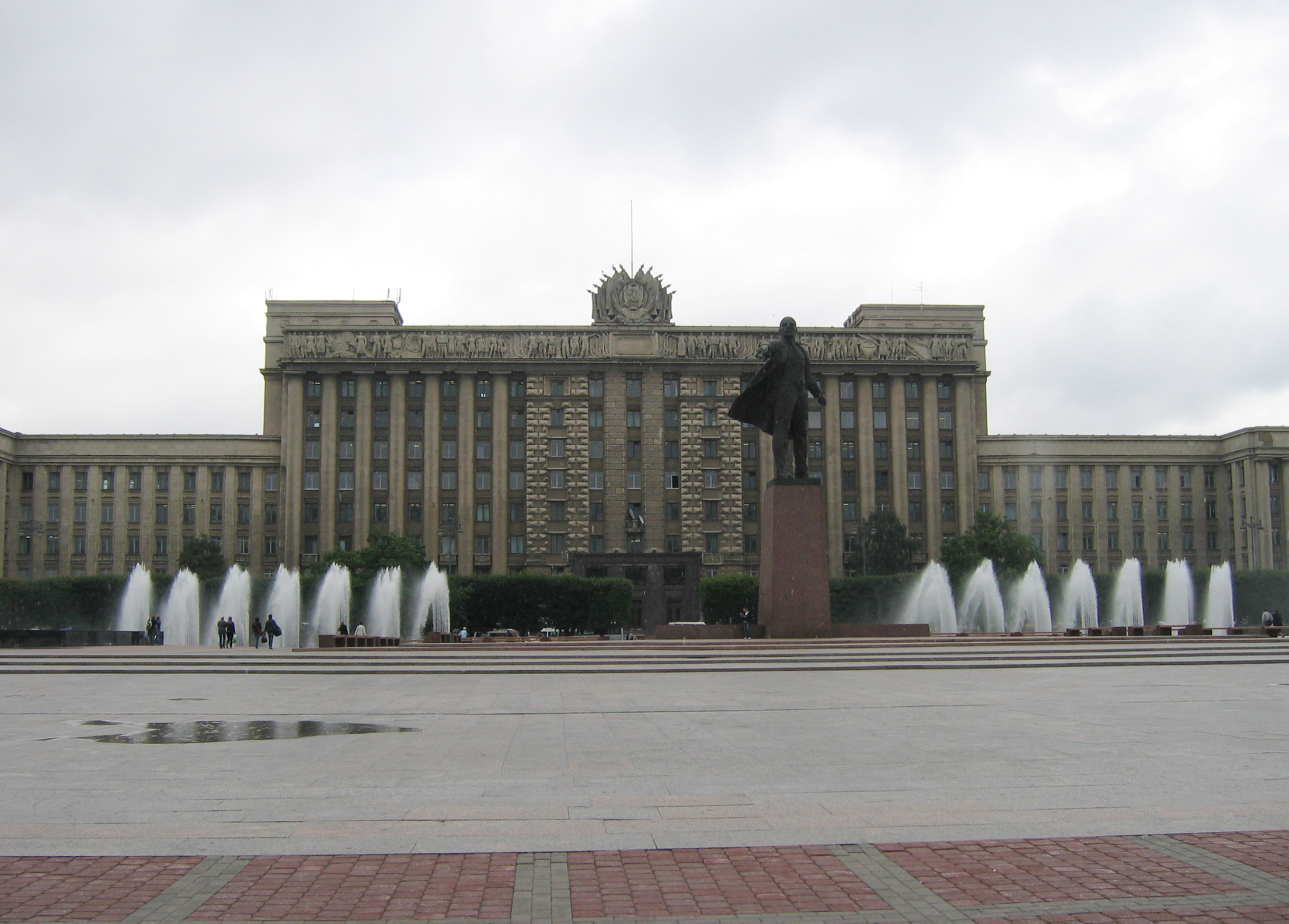
Haus der Sowjets mit Lenin-Denkmal (1941 mit M. A. Schepilewski), St. Petersburg